# Манго
Манго (лат. Mangifera) је биљка (воће) која расте у тропским крајевима. Постоји око 35 врста манга. Плод манга се комерцијално користи. Манго се узгаја нарочито у Индији и Индокини.
Око 5. века п. н. е. пренесен је из Индије до осталих делова тропске Азије, одакле се даљом култивацијом раширио по свету. Португалци су га пренели у Бразил, одакле је стигао до Флориде током 18. века.

## Употреба
Плод манга се бере и транспортује док је још зелен. Зрео има интензивни мирис, који испушта под благим притиском. Да би сазрео, полузрелом плоду на собној температури треба 3 до 5 дана, док се зрео може држати у фрижидеру 2 до 3 дана.
Исецкан на комаде често се комбинује са папајом, бананама и кокосом, у воћним салатама. Такође се користи самлевен уз лед и јогурт, како би се добио освежавајући напитак. Од манга се прави и маринада за гриловано месо или десертне сосове. Углавном се конзумира свеж, али постоје и различите комбинације конзервисаног. Од манга се праве и воћни сокови.